# Heinrich Kremser
Heinrich Kremser (14. června 1878 Ebersbach nebo Česká Lípa – 5. dubna 1947 Vídeň) byl československý politik německé národnosti a meziválečný poslanec Národního shromáždění za Německou sociálně demokratickou stranu dělnickou v ČSR.

## Biografie
Narodil se v Ebersbachu nebo České Lípě. Podle jiného zdroje pocházel ze Saska.
V parlamentních volbách v roce 1929 získal za Německou sociálně demokratickou stranu dělnickou v ČSR poslanecké křeslo v Národním shromáždění.
Podle údajů k roku 1930 byl profesí redaktorem v Teplicích-Šanově. V roce 1938 byl členem předsednictva DSAP.